# Ofden
Ofden ist ein südlicher Stadtteil von Alsdorf in der Städteregion Aachen. Im Norden grenzt Ofden unmittelbar an das Alsdorfer Naherholungsgebiet Broichbachtal mit Tier- und Freizeitpark. Am südlichen Siedlungsausgang liegt der Weiler Schleibach.

## Geschichte

Naherholungsgebiet Broichbachtal bei Alsdorf-Ofden

1554 wird Ofden als Dorf des Kirchspiels Broich im Amt Wilhelmstein erstmals urkundlich erwähnt.
Aufgrund des Zustroms von Arbeitskräften für den Alsdorfer Bergbau im Aachener Revier beschloss der Stadtrat 1952 den Bau einer Trabantenstadt auf der Hochebene südlich des Alsdorfer Weihers. Unter hohen finanziellen Belastungen und mit einem Darlehen aus Marshallplan-Geldern wurden im Herbst 1952 erst 761 Wohnungen und von 1954 bis 1955 weitere 158 Wohnungen gebaut. Hinzu kamen zwei Kirchen, eine Postfiliale, ein Sportplatz, ein Kindergarten, eine Grundschule, ein Gymnasium, eine Realschule sowie Einzelhandelsgeschäfte und Gaststätten. Am Alsdorfer Weiher wurde ein Naherholungsgebiet mit einer Minigolfanlage, einem Tierpark, einem Kahnweiher mit Tretbootverleih und mehreren Spielplätzen eingerichtet. Auf diese Trabantenstadt wurde der Name der dort befindlichen alten Ortschaft Ofden übertragen.
Das städtische Gymnasium sowie die Realschule sind im Zuge eines Neubaus 2017 nach Alsdorf-Mitte umgezogen. Die ausgedienten Gebäude wurden abgerissen, um dort Bauland für neue Wohnungen entstehen zu lassen.

## Verkehr
Westlich von Ofden verläuft die B 57, östlich die L 164. Diese beide Richtung Würselen führenden Durchgangsstraßen werden mit der quer durch Ofden verlaufenden Theodor-Seipp-Straße verbunden, welche den für Kraftfahrzeuge einzigen Zugang zur Siedlung darstellt. Viele Straßen in der Siedlung Ofden tragen einheitlich Vogel-, Kleintier- oder Pflanzennamen.
Die nächsten Anschlussstellen sind „Alsdorf“ und „Broichweiden“ auf der A 44. Die nächste Haltepunkt der Euregiobahn ist Kellersberg, der nächste Bahnhof an der Bahnstrecke Köln–Aachen ist Eschweiler Hbf.
Die AVV-Buslinien AL1, AL3 und AL5 der ASEAG verbinden Ofden mit Alsdorf Mitte, Duffesheide und Würselen-Neusen.
| Linie | Verlauf                                                                                    |
| ----- | ------------------------------------------------------------------------------------------ |
| AL1   | Alsdorf-Annapark – Kellersberg – Ofden – Euchen – Broich – Neusen                          |
| AL3   | (Alsdorf KuBiz –) Alsdorf-Annapark – Ofden – Kellersberg – Siedlung Ost – Alsdorf-Annapark |
| AL5   | Duffesheide – (Reifeld →) Ofden – (Kellersberg –) Alsdorf-Annapark                         |